# Glareola
Glareola is een geslacht van vogels uit de familie renvogels en vorkstaartplevieren (Glareolidae). Het geslacht telt zeven soorten.

## Soorten
- Glareola cinerea – Grijze vorkstaartplevier
- Glareola lactea – Kleine vorkstaartplevier
- Glareola maldivarum – Oosterse vorkstaartplevier
- Glareola nordmanni – Steppevorkstaartplevier
- Glareola nuchalis – Rotsvorkstaartplevier
- Glareola ocularis – Madagaskarvorkstaartplevier
- Glareola pratincola – Vorkstaartplevier